# Spindalis zena
Spindalis zena là một loài chim trong họ Thraupidae.